# لحلاح بادية الشام
لحلاح بادية الشام (باللاتينية: Colchicum deserti-syriaci) أو لحلاح شمبر (باللاتينية: Colchicum schimperi) نوع نباتي يتبع جنس اللحلاح من الفصيلة اللحلاحية.

## الموئل والانتشار
موطنه بادية الشام وأطرافها، حيث ينتشر في دمشق وتدمر وحمص وحوران وسيناء ومصر.

## الوصف النباتي
اللحلاح عشب معمر له جعثن (كورمة) (ونادراً رئد(بالإنجليزية: Stolon))، بيضية الشكل، وتغطي الجعثن حراشف بنية، ويتشكل سنويا جعثن جديد. له أربعة أوراق قاعدية خيطية تتشكل في الربيع. النورة عنقودية تزهر في الخريف. الأزهار بيضاء جميلة يتراوح عددها بين 2 و5 أزهار، والكم له ست بتلات. والثمرة كبسولة ثلاثية الحجرات، أما الثمار فتنضج في بداية الصيف.